# Championnats d'Europe de natation 1938
Navigation
Édition précédente Édition suivante
La 5e édition des Championnats d'Europe de natation se déroule du 6 au 15 août 1938 à Londres au Royaume-Uni. Le pays accueille pour la première fois cet événement organisé par la Ligue européenne de natation. Trois disciplines de la natation — natation sportive, plongeon et water-polo — figurent au programme, composé de 16 épreuves.

## Tableau des médailles
| Rang  | Nation             | Or | Argent | Bronze | Total |
| ----- | ------------------ | -- | ------ | ------ | ----- |
| 1     | Reich allemand     | 5  | 7      | 2      | 14    |
| 2     | Danemark           | 5  | 1      | 1      | 7     |
| 3     | Pays-Bas           | 2  | 3      | 4      | 9     |
| 4     | Suède              | 2  | 1      | 0      | 3     |
| 5     | Grande-Bretagne    | 1  | 3      | 5      | 9     |
| 6     | Royaume de Hongrie | 1  | 0      | 3      | 4     |
| 7     | France             | 0  | 1      | 0      | 1     |
| 8     | Yougoslavie        | 0  | 0      | 1      | 1     |
| 8     | Belgique           | 0  | 0      | 1      | 1     |
| Total | Total              | 16 | 16     | 17     | 49    |

## Natation

### Tableau des médailles en natation
| Rang  | Nation             | Or | Argent | Bronze | Total |
| ----- | ------------------ | -- | ------ | ------ | ----- |
| 1     | Danemark           | 4  | 1      | 1      | 6     |
| 2     | Reich allemand     | 3  | 3      | 1      | 7     |
| 3     | Pays-Bas           | 2  | 3      | 3      | 8     |
| 4     | Suède              | 2  | 0      | 0      | 2     |
| 5     | Grande-Bretagne    | 0  | 3      | 3      | 6     |
| 6     | France             | 0  | 1      | 0      | 1     |
| 7     | Royaume de Hongrie | 0  | 0      | 2      | 2     |
| 8     | Yougoslavie        | 0  | 0      | 1      | 1     |
| 8     | Belgique           | 0  | 0      | 1      | 1     |
| Total | Total              | 11 | 11     | 12     | 34    |

### Résultats

#### Hommes
| Épreuve         | Or                                                                    | Argent                                                             | Bronze                                                                        |
| Nage libre      |                                                                       |                                                                    |                                                                               |
| 100 m libre     | Kees Hoving (NED)                                                     | Frederick Dove (GBR)                                               | Istvan Körösi (HUN)                                                           |
| 400 m libre     | Björn Borg (SWE)                                                      | Werner Plath (GER)                                                 | Norman Wainwright (GBR)                                                       |
| 1500 m libre    | Björn Borg (SWE)                                                      | Bobby Leivers (GBR)                                                | Heinz Arendt (GER)                                                            |
| Dos             |                                                                       |                                                                    |                                                                               |
| 100 m dos       | Heinz Schlauch (GER)                                                  | Gerhard Nüsske (GER)                                               | Árpád Lengyel (HUN) Stans Scheffer (NED)                                      |
| Brasse          |                                                                       |                                                                    |                                                                               |
| 200 m brasse    | Joachim Balke (GER)                                                   | Erwin Sietas (GER)                                                 | Anton Cerer (YUG)                                                             |
| Relais          |                                                                       |                                                                    |                                                                               |
| 4 × 200 m libre | Reich allemand Werner Birr Wolfgang Heimlich Hans Freese Werner Plath | France Roland Pallard Christian Talli René Cavalero Alfred Nakache | Grande-Bretagne Frederick Dove Kenneth Deane Robert Leivers Norman Wainwright |

#### Femmes
| Épreuve         | Or                                                                       | Argent                                                                 | Bronze                                                                 |
| Nage libre      |                                                                          |                                                                        |                                                                        |
| 100 m libre     | Ragnhild Hveger (DEN)                                                    | Birte Ove Petersen (DEN)                                               | Rie van Veen (NED)                                                     |
| 400 m libre     | Ragnhild Hveger (DEN)                                                    | Rie van Veen (NED)                                                     | Fernande Caroen (BEL)                                                  |
| Dos             |                                                                          |                                                                        |                                                                        |
| 100 m dos       | Cor Kint (NED)                                                           | Iet van Feggelen (NED)                                                 | Birte Ove-Petersen (DEN)                                               |
| Brasse          |                                                                          |                                                                        |                                                                        |
| 200 m brasse    | Inge Sørensen (DEN)                                                      | Doris Storey (GBR)                                                     | Jopie Waalberg (NED)                                                   |
| Relais          |                                                                          |                                                                        |                                                                        |
| 4 × 100 m libre | Danemark Eva Arndt-Riise Gunvor Kraft Birte Ove-Petersen Ragnhild Hveger | Pays-Bas Alie Stijl Trude Malcorpe Rie van Veen Willemijntje den Ouden | Grande-Bretagne Zipha Grant Joyce Harrowby Marjory Hinton Olive Wadham |

## Water polo
| Épreuve | Médaille d'or | Médaille d'argent | Médaille de bronze |
| Hommes  | Hongrie       | Allemagne         | Pays-Bas           |

## Plongeon
| Épreuve         | Médaille d'or      | Médaille d'argent         | Médaille de bronze     |
| Hommes          |                    |                           |                        |
| Tremplin de 3 m | Erhard Weiss (GER) | Fritz Haster (GER)        | Frederick Hodges (GBR) |
| Haut vol à 10 m | Erhard Weiss (GER) | Hans Kitzig (GER)         | László Hidvégi (HUN)   |
| Femmes          |                    |                           |                        |
| Tremplin de 3 m | Betty Slade (GBR)  | Gerda Daumerlang (GER)    | Edna Child (GBR)       |
| Haut vol à 10 m | Inge Beeken (DEN)  | Ann-Margret Nirling (SWE) | Suse Heinze (GER)      |